# 五磷酸钕
五磷酸钕是一种无机化合物，化学式为NdP5O14，它是钕的磷酸盐之一。它可以以单斜晶系的P21/c空间群结晶，并在115 °C发生可逆的相变，转变为正交的Pncm相。。它可由氧化钕和磷酸于550 °C在金坩埚中反应得到。